# Dinandier
Artisan d'art, le dinandier fabrique des objets utilitaires et décoratifs par martelage à partir d'une feuille de cuivre, d'étain ou de fer-blanc. Il fabrique notamment des casseroles, des fontaines en cuivre comme en Auvergne, ou encore des moules (comme les moules à kouglof en Alsace).
Ce nom vient de celui de la ville belge de Dinant, où la tradition du travail du cuivre remonte au XIIe siècle.